# Мертвые зоны воображения
Мертвые зоны воображения (англ. Dead zones of the imagination) — понятие антропологии бюрократии, введенное антропологом, анархистом Д. Грэбером, в мемориальной лекции имени Малиновского в 2006 году. Мертвые зоны воображения являются результатом действий механизмов структурного насилия и представляют собой перекладывание ответственности за выполнение интерпретативного труда на слабых для того, чтобы позволить сильным действовать, не обращая внимание на то, какие условия и обстоятельства их окружают. В таких ситуациях слабые должны осуществлять большее количество интерпретаций действий других и в большей степени сопереживать по сравнению с сильными. Также одной из главных характеристик мертвой зоны воображения является «принятие» и рассмотрение её как непроблематичной слабыми.

## Формирование мертвых зон воображения
Схематичность и произвольность распоряжений, навязывание простых категориальных схем миру является основополагающей характеристикой бюрократического знания. Такое упрощение упускает из внимания повседневные ситуации, в которых логика действий бюрократии будет создавать поломку привычного порядка, порождать излишний контроль и ответственность обратившихся к бюрократии.
Опыт бюрократической некомпетентности, растерянности и её способности побуждать разумных людей вести себя откровенно глупо, открывает ряд вопросов о природе структурного насилия. Структурное насилие предоставляет возможность принятие такого рода произвольных бюрократических решений без обсуждения, разъяснения и попыток пересмотреть решений. «Жертвы» мертвых зон воображения могут считать процедуры, направленные на них глупыми или неразумными, но, тем не менее не будут пытаться изменить существующие процедуры.
Воображение в понимании Грэбера не является статичным, а заключено «в проектах действий, которые нацелены на то, чтобы оказывать реальное влияние на материальный мир, а значит, постоянно меняются и приспосабливаются».

## Основные выводы
В отношениях господства работа по пониманию того, как устроены социальные отношения, обычно возложена на слабых или подчиненных. Обратный процесс же не происходит почти никогда.
В таком случае слабые выполняют не только большую часть физической и эмоциональной работы, которая нужна для поддержания жизнедеятельности общества, но и большую часть работы по интерпретации совершившихся и потенциальных действий других.